# Prebec
Il Prebèc  (o Prebec o Rio Prebèc o Rio Prebec o Rio Prebech) è un breve torrente della provincia di Torino, che scorre in Val di Susa dove è un affluente di sinistra del fiume Dora Riparia.
L'importanza di questo torrente non risiede nella sua lunghezza (poco più di 7 chilometri) ma è dovuta principalmente all'aver costituito nel corso del tempo l'Orrido di Chianocco e aver causato altri fenomeni erosivi particolari.

## Il torrente

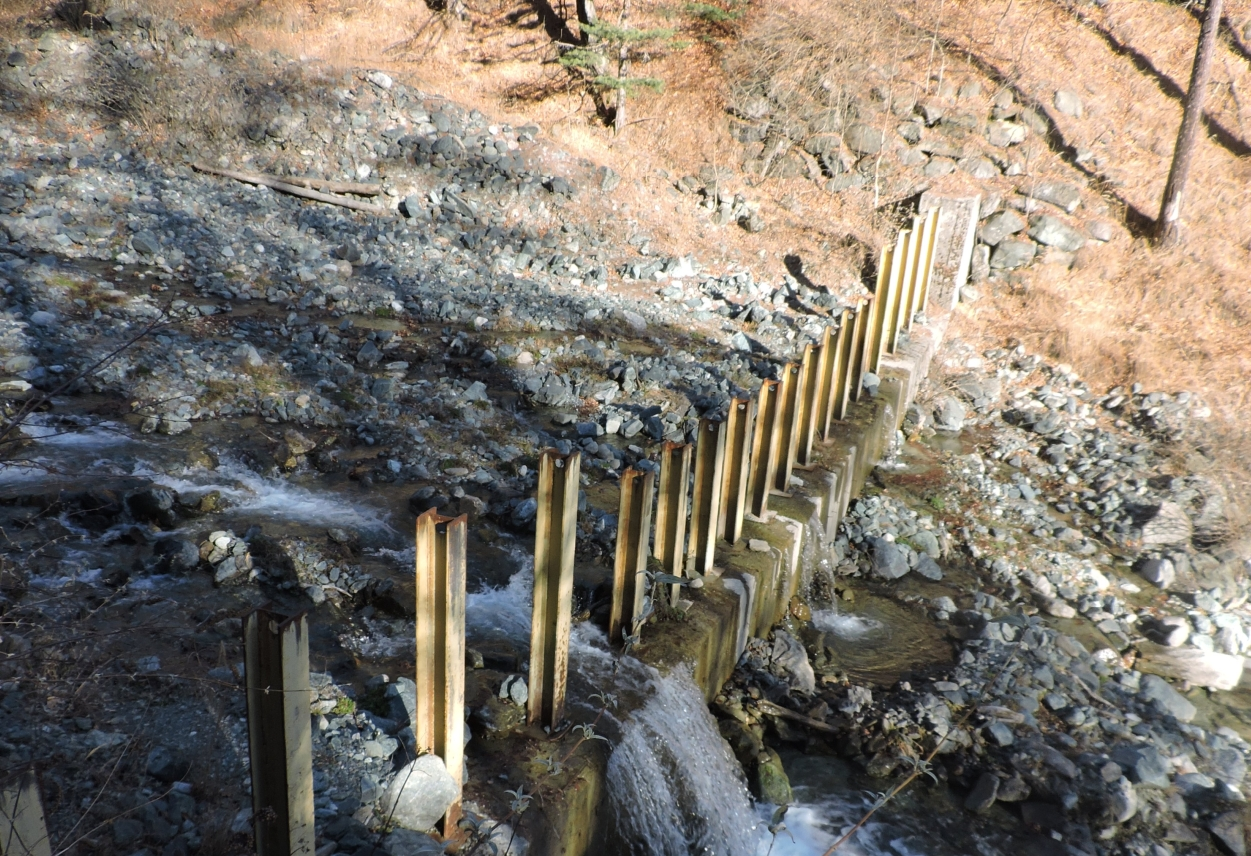
Una briglia presso Strobietti

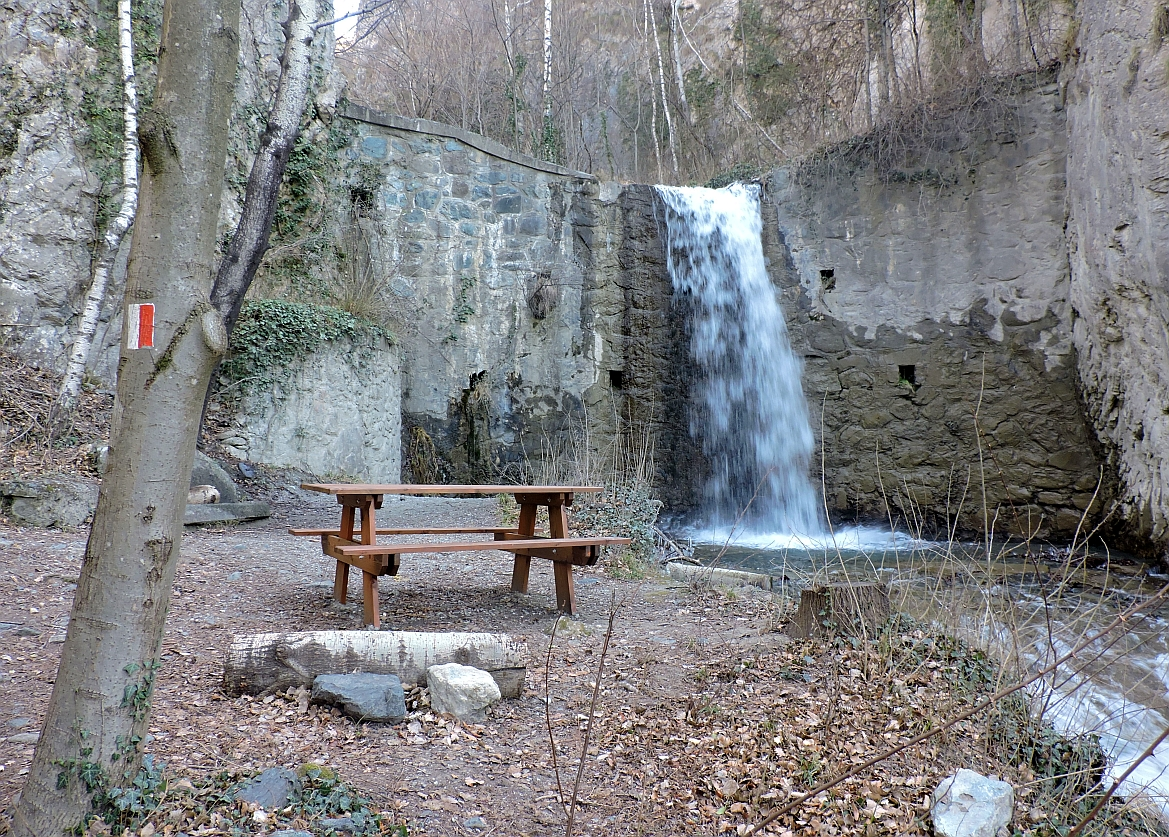
Una cascata presso Chianocco

Il torrente si forma dalla confluenza di due rami torrentizi sul versante orografico sinistro della Val Susa: uno che nasce dal Colle delle Coppe (2.350 m), l'altro che sgorga dalla Grand'Uia (2.666 m). Il Rio Prebèc scorre quasi interamente nel comune di Chianocco, gettandosi poi nella Dora Riparia. 
Di norma la portata di questo torrente è molto esigua, ma nei periodi di forti piogge o se il disgelo primaverile è troppo repentino le quantità di acqua aumentano notevolmente. Nei secoli questo comportamento ha spesso provocato danni ingenti con numerose esondazioni nei periodi di forti piogge. Tra le numerose alluvioni se ne possono ricordare due: quella del 1694 (o secondo altre fonti del 1604) quando il Prebèc travolse l'antica chiesa romanica parrocchiale di Chianocco, di cui oggi rimane solo il maestoso campanile e le rovine delle mura in parte interrate a seguito dell'accumulo di detriti o lo straripamento del 1957 quando il torrente, rompendo le briglie costruite fin dalla seconda metà dell'800 per contenerlo, sommerse ancora una volta l’abitato di Chianocco con migliaia di metri cubi di detriti.
Oggi, tuttavia, soprattutto grazie agli ingenti lavori di contenimento del torrente della fine del '900, il Prebèc viene ricordato soprattutto per due particolari formazioni dovute all’erosione e per quanto rimane di una frana che si staccò nel XV secolo. Si tratta dell’Orrido di Chianocco, dei Chouqué d’Margrit e della Gran Gorgia.

## Luoghi d'interesse

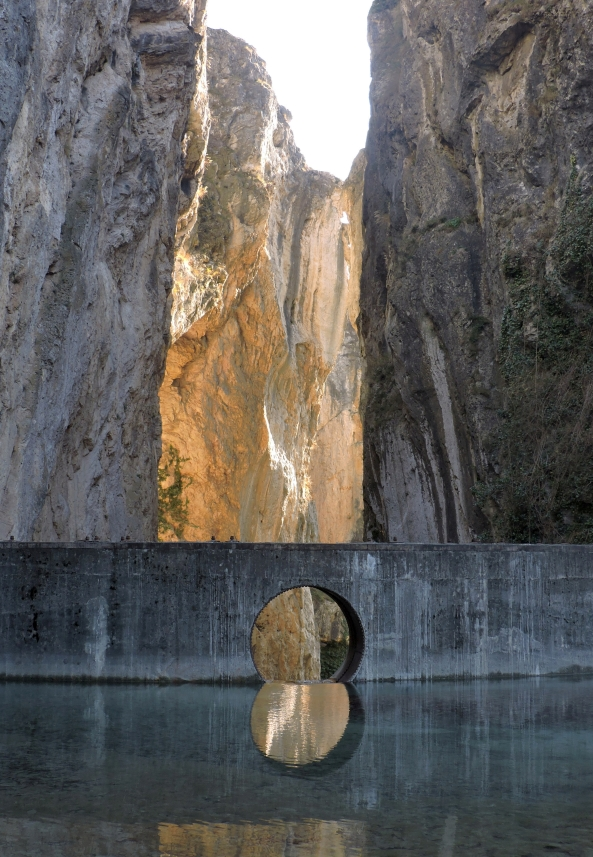
L'Orrido visto da monte

L’importante Orrido di Chianocco, che dal 1980 insieme all’Orrido di Foresto è area protetta (Riserva naturale dell'Orrido di Chianocco), è l’unico luogo del Piemonte in cui il Leccio cresce spontaneo ed è meta di escursioni turistiche, naturalistiche e sportive, grazie anche alla sua via ferrata.
I Chouqué (scritto alternativamente anche Ciuché o Chouquè o Ciouché o Ciuquet) d'Margrit sono alcune piramidi di terra formatesi dall'erosione del torrente nei pressi della borgata Margrit a Chianocco. Queste formazioni piramidali sono meta di escursioni, soprattutto nel periodo estivo.
La Gran Gorgia è una fenditura a "V" nel fianco sinistro della valle formatasi in una sola notte quando più di 1 milione di metri cubi di terra franarono nel XV secolo. Questa fenditura, se guardata dall'alto, ha una forma che richiama quella di una penna d'oca. La Gran Gorgia è una forma impulsiva di erosione i cui fianchi sono ancora pressoché privi di vegetazione ad alto fusto, nonostante i secoli passati dalla sua formazione. Le sue dimensioni sono estremamente elevate, infatti è lunga circa 600-700 m, larga 140-150 m e profonda sino a 60-70 m. Essa è talmente imponente da poter essere vista ad occhio nudo dall’altro versante della Val di Susa nonché dalle riprese satellitari della zona.